# Arena (группа)
Arena — британская музыкальная группа, основанная в 1995 году и исполняющая прогрессивный рок.

## История
Группа Arena была образована в 1995 году ударником Миком Пойнтером, ранее игравшим в Marillion, и клавишником Клайвом Ноланом из Pendragon. Вскоре дуэт перерос в полноценный состав: место басиста занял Клифф Орси, вокалиста — Джон Карсон, гитаристом стал Кит Мор. Уже в год основания на собственном лейбле участников Verglas Music вышел дебютный альбом Songs from the Lion's Cage, музыка которого была исполнена в стиле нео-прогрессивный рок с продолжительными по времени звучания композициями. После выхода альбома состав группы покидает вокалист Джон Карсон, из-за чего было отменено запланированное ранее турне группы. Однако новый вокалист был найден сравнительно быстро — им стал Пол Райтсон. Перед записью второго альбома из группы ушёл также басист Клифф Орси, но и ему на смену пришёл новый музыкант — Джон Джовитт из IQ.
Второй альбом группы выходит в 1996 году и получает название Pride. В поддержку альбома прошло мировое турне. В 1997 году коллектив покидает гитарист Кит Мор, заменённый на Джона Митчелла, чей дебют можно слышать на вышедшем в этом же году EP The Cry. Также в этом году выходит первый концертный альбом группы под названием Welcome to the Stage, который был записан в ходе североамериканского тура. В качестве продюсера и звукоинженера альбома выступил новоприобритённый гитарист Джон Митчелл. В 1998 году следует третий полноформатный альбом The Visitor, явившийся концептуальным и рассказывающий о человеке, находящемся на грани жизни и смерти. Композиции альбома стали значительно короче, а музыка альбома, и последовавший за его выпуском концертный тур, позволили некоторым возвести Arena в статус классиков прогрессивного рока.
В 1999 году Arena опять претерпевает перемены в составе — вместо ушедшего вокалиста приходит Роб Соуден, а за бас берётся Ян Салмон, ранее уже игравший вместе с Клайвом Ноланом в Shadowland. В конце года в студии Thin Ice Studios начинается запись альбома Immortal?, концептуально посвящённого проблеме клонирования человека.
В начале 2003 года вышел очередной студийный альбом группы под названием Contagion, а также первый DVD «Caught in the Act».  В 2005 году выходит следующий альбом — Pepper's Ghost. В течение последующих пяти лет группа студийные альбомы не выпускала, а занималась концертной деятельностью. В 2010 году произошла очередная смена вокалиста на Пола Манци, с которым было выпущено ещё три студийных альбома: The Seventh Degree of Separation (2011), The Unquiet Sky (2015) и Double Vision (2018).
14 июля 2019 года было объявлено, что Пол Манзи покинул Arena, а на его место пришёл Дэмиан Уилсон, бывший вокалист Threshold, известный также своей работой с Headspace, Ayreon, Landmarq и English Rock Ensemble Рика Уэйкмана. С новым вокалистом Arena начинает запись нового альбома Theory of Molecular Inheritance.

## Сайд-проекты музыкантов
В 1999 году Клайв Нолан вместе с Оливером Уэйкманом (сын Рика Уэйкмана) выпустили альбом Jabberwocky, а гитарист Джон Митчелл основал группу The Urbane.
В 2002 году Клайв Нолан вместе с Оливером Уэйкманом выпустили альбом The Hound of the Baskervilles  по книге «Собака Баскервилей» Артура Конан Дойла.

## Состав

### Текущий состав
- Клайв Нолан — клавишные
- Мик Пойнтер — ударные
- Джон Митчелл — гитара
- Дэмиан Уилсон — вокал
- Килан Амос — бас

### Бывшие участники
- Джон Карсон — вокал
- Клифф Орси — бас
- Кит Мор — гитара
- Пол Райтсон — вокал
- Джон Джовитт — бас
- Роб Соуден — вокал
- Йэн Сэлмон — бас
- Пол Манци — вокал

## Дискография
- 1995 — Songs from the Lion's Cage
- 1996 — Pride
- 1997 — The Cry (EP)
- 1997 — Welcome to the Stage (концертный альбом)
- 1998 — The Visitor
- 2000 — Immortal?
- 2001 — Breakfast in Biarritz (концертный альбом)
- 2003 — Contagion
- 2003 — Contagious (EP)
- 2003 — Contagium (EP)
- 2003 — Radiance
- 2003 — Caught in the Act (DVD)
- 2004 — Live & Life (двойной концертный альбом + DVD)
- 2005 — Pepper's Ghost
- 2006 — Ten Years On (сборник)
- 2006 — Smoke & Mirrors (DVD)
- 2011 — The Seventh Degree Of Separation
- 2013 — Rapture (DVD)
- 2015 — The Unquiet Sky
- 2018 — Double Vision
- 2022 — The Theory of Molecular Inheritance